# 10847 Кох
10847 Кох (10847 Koch) — астероїд головного поясу, відкритий 5 січня 1995 року.
Тіссеранів параметр щодо Юпітера — 3,235.
Названий на честь видатного німецького вченого в галузі мікробіолог Роберта Коха.